# Lago Traful
El lago Traful está localizado en el departamento Los Lagos de la provincia del Neuquén. Se encuentra además dentro del área del parque nacional Nahuel Huapi. Tiene una superficie de 76 km² y es el punto de inicio del río Traful, un afluente del río Limay.

## Mirador del Traful
Este lago es famoso por su mirador, a 102 m, que ofrece una completa visión del cuerpo de agua y el valle. En las costas del lago llega la villa montaña de Villa Traful, el principal lugar habitado en el área lacustre. Cuenta con servicios, bomba de gasolina, cámpines y hotelería.
Muy alargado espejo de aguas de buena transparencia y oxigenación. Sus costas, irregulares, presentan acantilados y  playas. Se puede pescar desde embarcación o desde la costa. Se accede al margen norte con buena pesca de salmón encerrado (Salmo salar sabago), trucha arco iris, trucha de arroyo y marrón.

## Brazo norte o "Pichi Traful"
Tiene forma alargada y angosta el brazo norte del lago Traful. Se ubica al noroeste de su cuerpo principal. Se accede por vía lacustre o por las rutas RP 65 o RP 234. Al llegar hay una casa de guardaparques donde se pueden pedir informes de lugares donde pernoctar o acampar. En este brazo del lago Traful, desemboca el río Pichi Traful que aporta oxigenadas aguas. Es un excelente pesquero de modalidad fly-casting. En su desembocadura se observan playas para acampar.

## Transporte
La ruta provincial N° 65 bordea la margen sur del lago.